# ان‌جی‌سی ۵۹
ان‌جی‌سی ۵۹ (به انگلیسی: NGC 59) یک کهکشان عدسی با قدر ظاهری ۱۳٫۱ است که در صورت فلکی نهنگ قرار دارد.